# Seznam predsednikov Barbadosa
Seznam predsednikov Barbadosa našteva nosilce te funkcije od razglasitve republike na Barbadosu, novembra 2021. Pred tem je bila vodja države kraljica Elizabeta II. Britanska, ki jo je na Barbadosu zastopal generalni guverner.

## Seznam predsednikov
| #  | Slika | Predsednik (rojstvo–smrt) | Volitve | Mandat            | Mandat | Predsednik vlade |
| #  | Slika | Predsednik (rojstvo–smrt) | Volitve | Začetek           | Konec  | Predsednik vlade |
| -- | ----- | ------------------------- | ------- | ----------------- | ------ | ---------------- |
| 1. |       | Sandra Mason (1949)       | 2021    | 30. november 2021 |        | Mia Mottley      |